# Gerard Ekdom

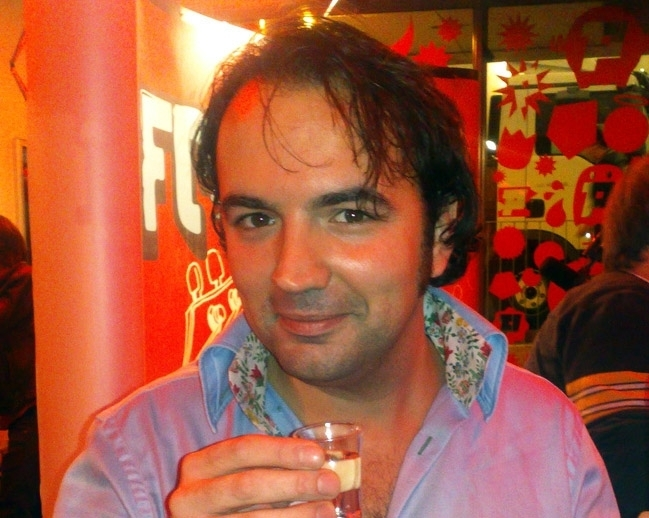
Gerard Ekdom

Gerard Ekdom (* 26. März 1978) ist ein niederländischer Radiomoderator, der zurzeit beim privaten Sender Radio 10 moderiert. Bis Sommer 2015 hatte er bei dem öffentlich-rechtlichen Sender NPO 3FM gearbeitet.

## Karriere
Ekdom begann bereits im Alter von 14 Jahren regelmäßig Radiosendungen im Lokalrundfunk zu moderieren. Später arbeitete er kurz bei einem Stadtsender in Utrecht und beim damaligen NEW Dance Radio. Im Jahr 1998 wechselte Ekdom zum öffentlich-rechtlichen Sender 3FM (heute NPO 3FM), wo er zunächst verschiedene Sendungen vertretungsweise und nachts moderierte. Im September 2001 übernahm er die werktägliche Vormittagssendung Arbeidsvitaminen (deutsch: Arbeitsvitamine), bis er im September 2010 in die Mittagssendung Effe Ekdom (deutsch etwa: kurz mal Ekdom) wechselte. Letztere moderierte er bis einschließlich des 31. Juli 2015. Neben Effe Ekdom moderierte er zeitweilig auch die Sendung Ekdom in de Nacht (Ekdom in der Nacht), die samstags ausgestrahlt wurde. Außerdem moderierte er zwischen September 2006 und Dezember 2013 zusammen mit Michiel Veenstra freitagabends die Sendung Ekstra Weekend.
Zwischen dem 5. Oktober 2015 und dem 29. Juni 2018 moderierte Ekdom auf NPO Radio 2 die Morgensendung Ekdom in de Ochtend (Ekdom am Morgen). Ab dem 27. August 2018 wechselte er zu Radio 10 und moderiert dort jeden Werktag von 6.00–10.00 Uhr Ekdom in de morgen. Für die Rundfunkgesellschaft AVRO führte er zwischen 22. September 2012 bis zum 14. Dezember 2013 in drei Staffeln durch die im Fernsehen ausgestrahlte Musiksendung Toppop3. Die Sendung erinnert an die legendäre Musiksendereihe Toppop die zwischen 1970 und 1988 lief und von Ad Visser moderiert wurde. Seit 2022 moderiert Gerard Ekdom für SBS6 die große Musiksendung The Tribute, Battle of the Bands, in der Tribute-Bands ihrem Lieblingskünstler oder ihrer Lieblingsband aus aller Welt ihre Ehrerbietung erweisen. Ekdom ist außerdem jeden Freitagabend mit seiner eigenen Abendshow zu hören: Ekdom’s Funky Music Trip.

## Erfolg mitI'll Be There This Christmas
Im November 2014 brachte Ekdom unter dem Namen Gary Fomdeck die Weihnachtssingle I'll Be There This Christmas heraus, die zunächst nur selten und von kleineren Radiosendern gespielt wurde. Ekdom machte im Dezember 2014 im Rahmen der alljährlichen, mehrtägigen Spendenaktion Serious Request von 3FM bekannt, dass er Gary Fomdeck ist. Daraufhin schaffte es I'll Be There This Christmas innerhalb kürzester Zeit auf Platz eins der niederländischen iTunes Top 100. In den GfK Top 100 (nicht identisch mit den Top-40-Singles-Charts, die für die 52. Kalenderwoche keine eigenen Charts erstellten) erreichte die Single ebenfalls Platz 1. Die Einnahmen des Songs in einer Höhe von 46.839 Euro kamen komplett Serious Request zu.